# 佳郷館
佳郷館（かきょうかん）は、長野県長野市の城山にかつて存在した建物である。明治天皇が1878年（明治11年）御巡幸において御野立所としてご利用された際に「佳き郷や」と仰せになったということから「佳郷館」と名付けられた。1891年（明治24年）の火災で焼失した。

## 「佳郷館」の由来
明治天皇が1878年（明治11年）御巡幸の折り、御野立所としてご利用された際に「佳き郷や」と仰せになったということから「佳郷館」と名付けられた。1891年（明治24年）の火災で焼失した。

## 現存する記念碑
現存する記念碑は、1934年（昭和9年）に彦神別神社の敷地内で、佳郷館があった場所から「北方七十七尺」（約23.3メートル）の地点に設置された。碑題は乃木希典の集字で「明治天皇駐蹕之処」とある。設計は工学博士の伊東忠太による。